# Jordan EJ11
La Jordan EJ11 fu la vettura utilizzata dalla scuderia irlandese nel campionato di Formula 1 del 2001 ed era guidata dai piloti Heinz-Harald Frentzen, Jarno Trulli, Ricardo Zonta e Jean Alesi.

## Sviluppo
Dopo la deludente stagione 2000, in cui la EJ10 era arrivata sesta in classifica costruttori, la Jordan decise di adottare numerosi cambiamenti sulla sua erede EJ11. Il cambio sequenziale a sei rapporti venne sostituito con un modello a sette rapporti, mentre la punta anteriore della vettura venne rialzata per migliorare l'aerodinamicità complessiva. La fornitura dei motori cambiò, in quanto si passo dalla Mugen Honda alla Honda, e ciò mise in diretta concorrenza la squadra irlandese con la BAR, l'altra squadra ad essere equipaggiata con i propulsori della storica casa nipponica.

## Stagione
Heinz-Harald Frentzen iniziò tutto sommato bene la stagione finendo a punti con un buon quinto posto in Australia, mentre Jarno Trulli iniziò con un ritiro. Nelle prime cinque gare la scuderia arrivò nei primi sei con regolarità, conquistando 13 punti; nel prosieguo della stagione, però, le prestazioni calarono, e la scuderia conquistò solo 6 punti, chiudendo al 5º posto della classifica con 19 punti; pur concludendo la stagione senza podi (la prima volta dal 1996), la classifica fu comunque positiva rispetto all'anno precedente, quando la Jordan si era classificata al 6º posto con meno punti. 
Durante la stagione vi furono molti cambiamenti dei piloti, con Heinz Harald Frentzen che venne sostituito da Ricardo Zonta. Quest'ultimo venne sostituito a sua volta da Jean Alesi.

## Risultati F1
| Anno | Vettura | Motore       | Gomme | Piloti   |     |   |    |   |     |     |     |    |     |   |     |     |     |     |     |   |     |  |  | Punti | Pos. |
| ---- | ------- | ------------ | ----- | -------- | --- | - | -- | - | --- | --- | --- | -- | --- | - | --- | --- | --- | --- | --- | - | --- |  |  | ----- | ---- |
| 2001 | EJ11    | Honda RA001E | B     | Frentzen | 5   | 4 | 11 | 6 | Rit | Rit | Rit | SP | Rit | 8 | 7   |     |     |     |     |   |     |  |  | 19    | 5º   |
| 2001 | EJ11    | Honda RA001E | B     | Zonta    |     |   |    |   |     |     |     | 7  |     |   |     | Rit |     |     |     |   |     |  |  | 19    | 5º   |
| 2001 | EJ11    | Honda RA001E | B     | Alesi    |     |   |    |   |     |     |     |    |     |   |     |     | 10  | 6   | 8   | 7 | Rit |  |  | 19    | 5º   |
| 2001 | EJ11    | Honda RA001E | B     | Trulli   | Rit | 8 | 5  | 5 | 4   | SQ  | Rit | 11 | Rit | 5 | Rit | Rit | Rit | Rit | Rit | 4 | 8   |  |  | 19    | 5º   |